# تشارلز ياردلي تورنر
تشارلز ياردلي تورنر (بالإنجليزية: Charles Yardley Turner)‏ هو رسام وفنان أمريكي، ولد في 25 نوفمبر 1850 في بالتيمور في الولايات المتحدة، وتوفي في 1918 في نيويورك في الولايات المتحدة.

## معرض صور

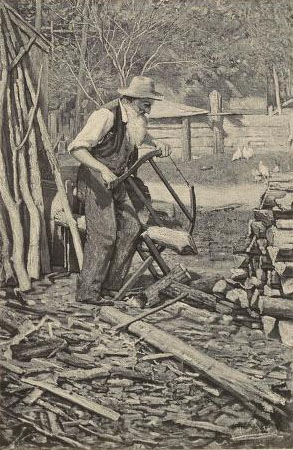
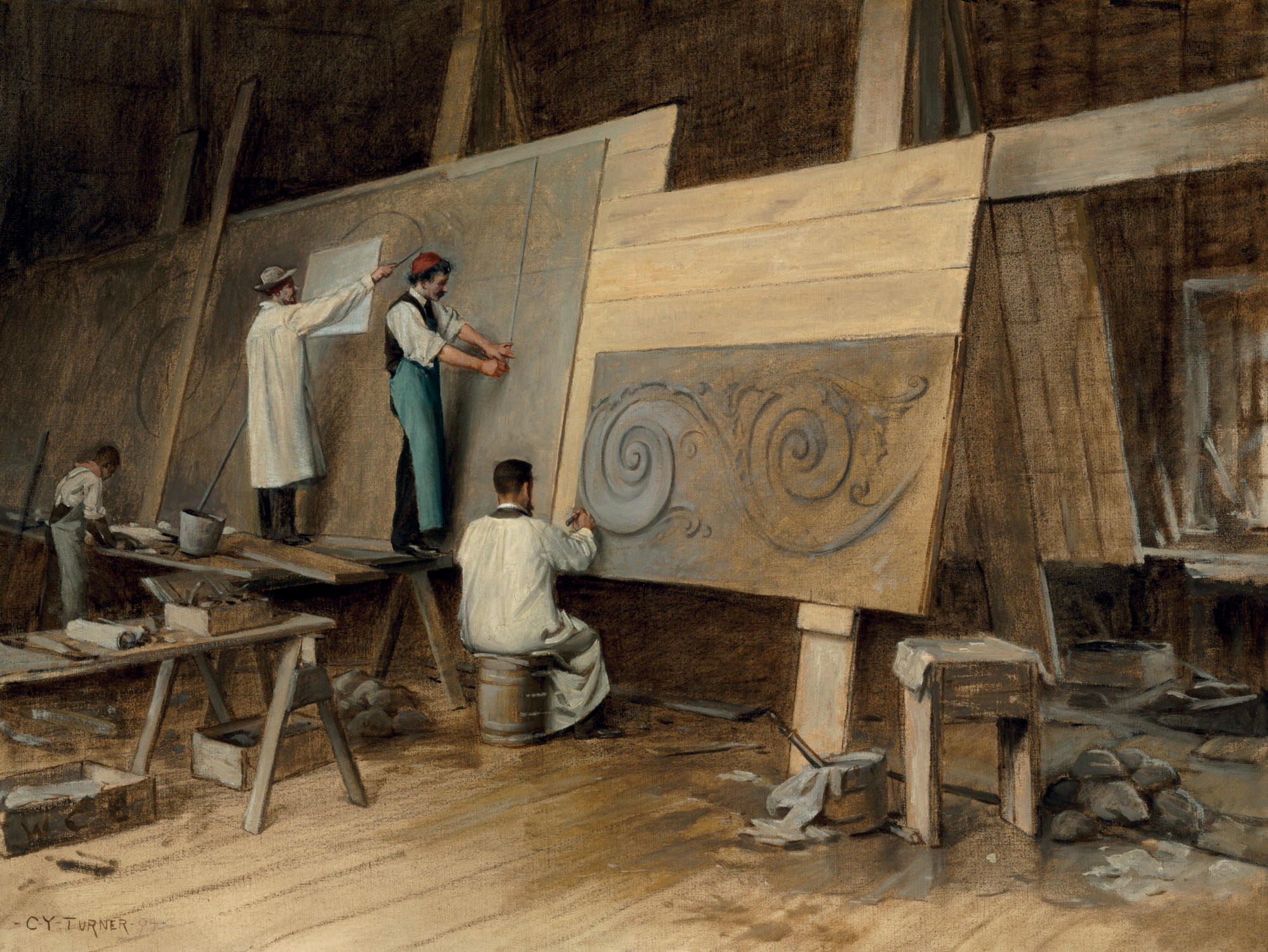
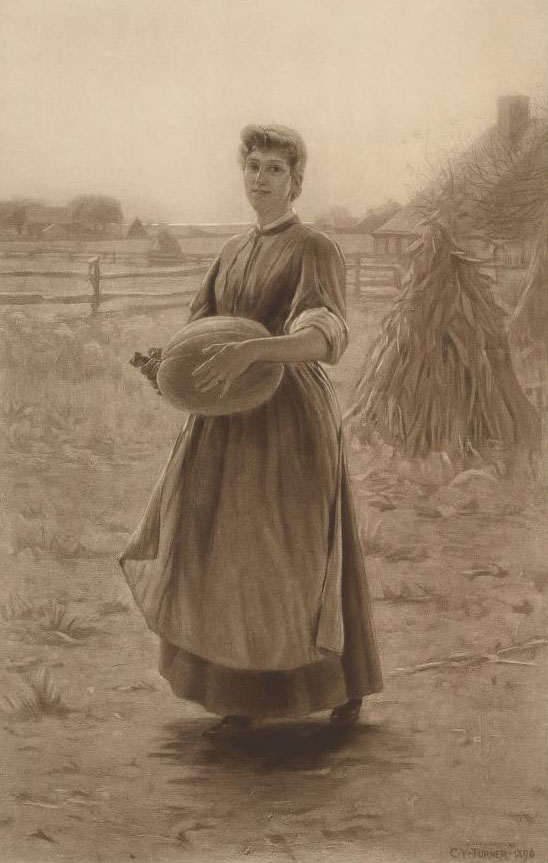
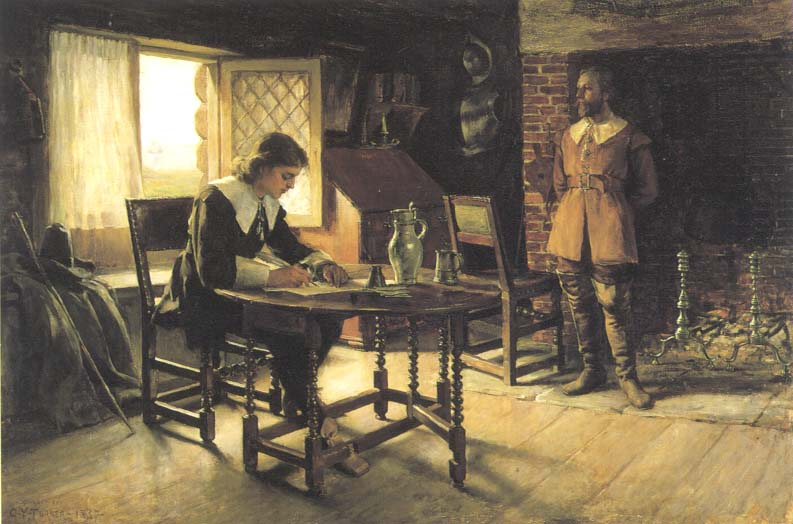